# Et s'il fallait le faire
"Et s'il fallait le faire" (Și dacă trebuia s-o fac) este un cântec interpretat de Patricia Kaas care face parte de pe albumul Kabaret. A fost piesa cu care Kass a participat la Eurovision 2009, obținând locul al optulea cu 107 puncte. Versurile și muzica au fost compuse de Anse Lazio și Fred Blondin.